# Macy's Thanksgiving Day Parade
Pour les articles homonymes, voir Macy's (homonymie).

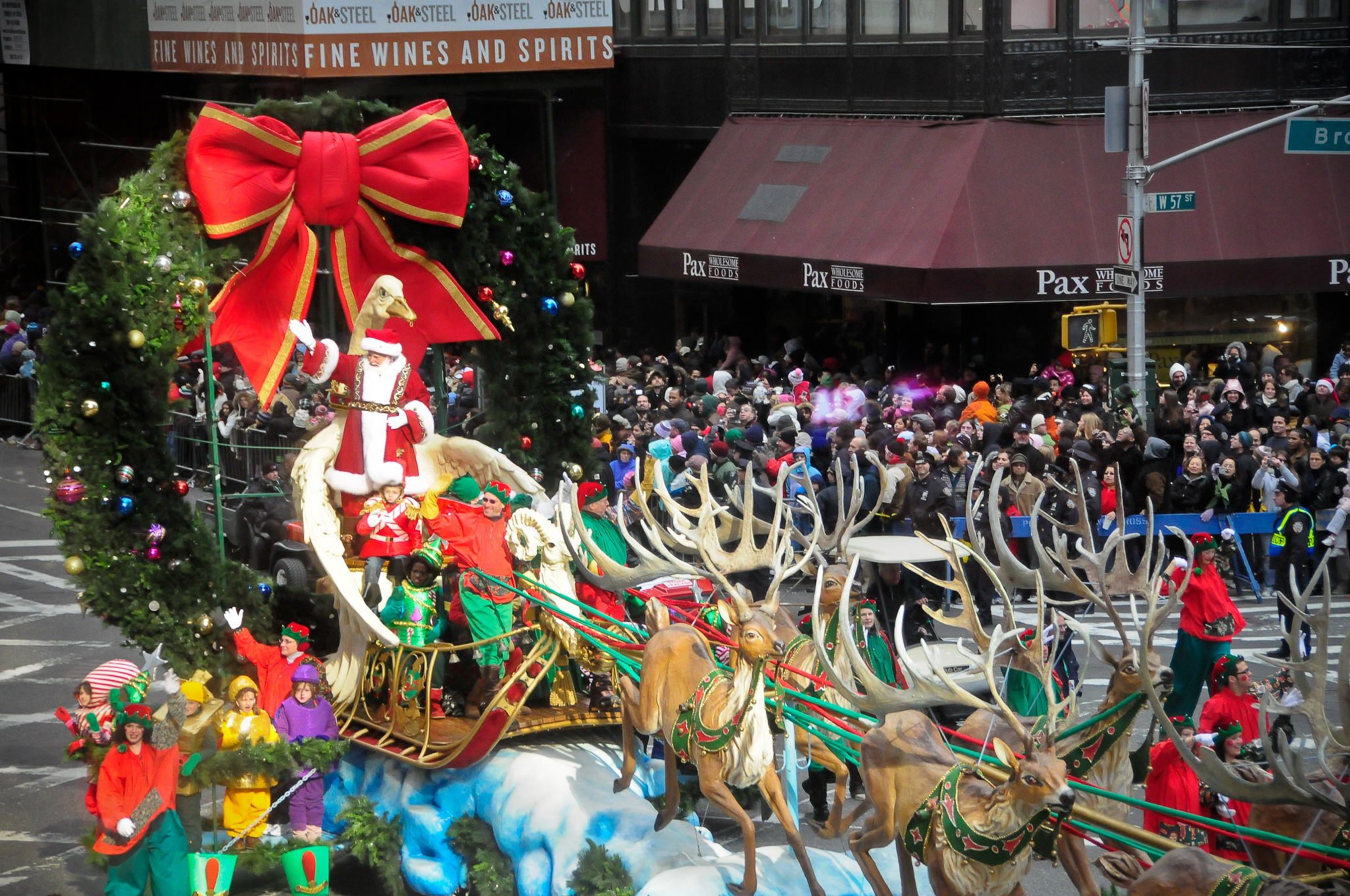
Le char du Père Noël, en 2008.

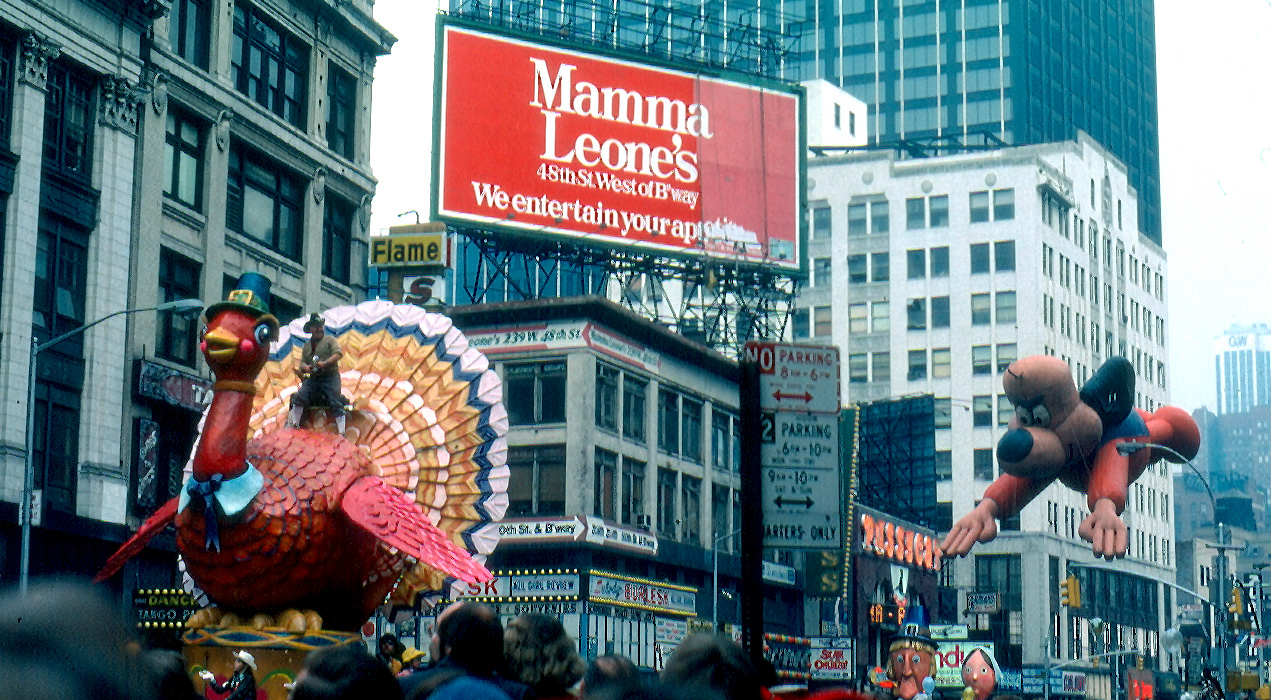
La parade sur Broadway en 1979.

La Macy's Thanksgiving Day Parade est un cortège annuel créé par la chaîne de magasins américaine Macy's. Le défilé, d'une durée de trois heures, se tient à New York le jour de Thanksgiving, soit le quatrième jeudi de novembre.
Des chars défilent dans la ville supportant de grands ballons à l'effigie de personnages et de personnalités célèbres. Fréquemment des artistes se produisent sur les chars accompagnant les ballons.

## Histoire
La Macy's Thanksgiving Day Parade est un cortège annuel créé par la chaîne de magasins américaine Macy's. Le défilé, d'une durée de trois heures, se tient à New York le jour de Thanksgiving, soit le quatrième jeudi de novembre.
Des chars défilent dans la ville supportant de grands ballons à l'effigie de personnages et de personnalités célèbres. Fréquemment des artistes se produisent sur les chars accompagnant les ballons.
Pendant les années 1930, la parade ne cessa de grandir jusqu’à avoir plus d’un million de spectateurs sur sa route en 1933. Le premier ballon à l’effigie de Mickey Mouse est présent en 1934.
La parade est suspendue de 1942 à 1944 pour cause de Seconde Guerre mondiale où l’hélium utilisé pour gonfler les ballons est réquisitionné pour soutenir l’effort de guerre. En 1947, le film Le Miracle sur la 34e rue utilise la parade comme décor principal. Dans les années 1950, la parade est retransmise à la télévision sur la chaîne NBC.
La parade est célébrée quelles que soient les conditions météorologiques. À cause du vent, plusieurs accidents ont marqué l’histoire, en particulier en 1971, en 1997 et encore en 2005, malgré la mise en place de plusieurs trains de mesures de sécurité.

## Parcours
Le parcours de la parade est resté le même de 1945 à 2008 : 
- Le cortège démarre devant l’American Museum of Natural History, part vers le sud le long de Central Park jusqu’à Columbus Circle où il s'engage sur Broadway.
- La parade continue en direction du sud-est, passant par Times Square jusqu’au bâtiment principal de Macy’s.
- Enfin, la parade fait le tour du pâté de maisons jusqu’à la 7e avenue.

Depuis 2009 le parcours a été modifié, la parade ne passe plus  par Broadway. À partir de Columbus Circle la parade emprunte Central Park South puis la 7e avenue jusqu'à la 42e rue qu'elle emprunte jusqu'à la Sixième Avenue. Elle descend ensuite la 6e Avenue jusqu'à la 34e rue.
La municipalité de New York affirme que le nouveau parcours laisse plus de place aussi bien aux chars et aux ballons qu'aux spectateurs.

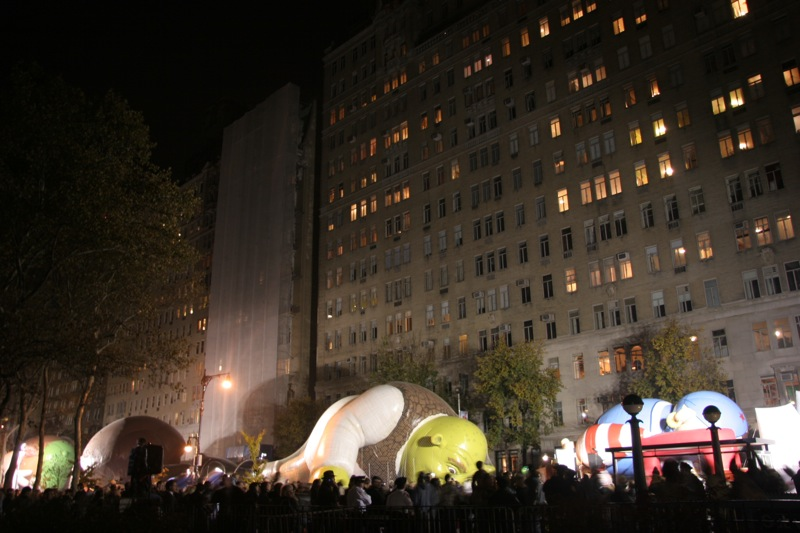
Gonflage des ballons la veille.

## Ballons

### Gonflage des ballons
Les ballons sont gonflés le jour précédent la parade, soit le mercredi. Le gonflage se passe de part et d'autre de l'American Museum of Natural History. Les ballons gonflés sont temporairement entreposés entre les 77e et 81e rues, situées entre Central Park West et Columbus Avenue. L'équipe de gonflage est composée d'employés de Macy's et d'étudiants de la Stevens Institute of Technology, une université de Hoboken. Les ballons sont dessinés et construits dans cette école.

### Principaux ballons
- 2021 : Ada Twist, Scientist, Grogu, Ronald McDonald, Pikachu et Eevee.
- 2020 : Titan rouge de Ryan's World, Boss Baby
- 2019 : Snoopy astronaute, Smokey Bear, personnage de Les Œufs verts au jambon, Bob l'éponge et Gary l'escargot.
- 2018 : Goku de Dragon Ball
- 2017 : Olaf de La Reine des neiges, Jett de Super Wings, Chase de PAW Patrol, The Grinch (Deuxième version, première fois en ballon)
- 2016 : Charlie Brown (deuxième version), Greg Heffley de Journal d'un dégonflé, les Trolls
- 2015 : Scrat et son gland de L'Âge de glace, Ronald McDonald, Angry Birds Rouge, Dino
- 2014 : Thomas et ses amis, Ours Paddington, Red Mighty Morphin de Power Rangers, Eruptor de Skylanders, Pikachu, Pillsbury Doughboy
- 2013 : Snoopy et Woodstock (septième version pour Snoopy, deuxième version pour Woodstock), Bob l'éponge , Krokmou de Dragons, Le Magicien d'Oz à l'occasion de des 75 ans du premier ballon sur ce thème, Adventure Time
- 2012 : Hello Kitty, Grand Schtroumpf, The Elf on the Shelf, Kaws Companion, Happy Dragon
- 2011 : Sonic, Julius Jr
- 2010 : Greg Heffley de Journal d'un dégonflé, Po de Kung Fu Panda, Virginia O'Hanlon, Kaikai and Kiki
- 2009 : Pillsbury Doughboy, Mickey Mouse, Ronald McDonald, Spider-Man
- 2008 : Horton l'Éléphant, Buzz l'Éclair, un Schtroumpf, Keith Haring[2]
- 2007 : Shrek, Hello Kitty, Abby Cadabby
- 2006 : Pikachu avec une Poké ball, Snoopy
- 2005 : Dora l'exploratrice, Scooby-Doo, Monsieur Patate Head, JoJo
- 2004 : Bob l'éponge, Chicken Little, M&M's
- 2003 : Barney, Super Grover, Garfield
- 2002 : Kermit, Little Bill, Rich Uncle Pennybags, Charlie Brown
- 2001 : Mickey Mouse, Ronald McDonald, Jeeves, Dragon Tales, Georges le petit curieux, Pino, Jimmy Neutron, Pikachu, Cheesasaurus Rex
- 1999 : Millennium Snoopy, Honey Nut Cheerios Bee, Blue's Clues, Petulia Pig
- 1998 : Babe, Max et les Maximonstres, Dexter
- 1997 : Arthur, les Razmoket, Bumpé
- 1996 : Rocky and Bullwinkle, Peter Rabbit
- 1995 : Dudley the Dragon, SkyDancer, Eben Bear, Izzy
- 1994 : Barney (Barney & Friends), Le Chat chapeauté.
- 1993 : Beethoven, Rex, Sonic
- 1992 : Dingo
- 1991 : Babar
- 1990 : Clifford le gros chien rouge, Bart Simpson
- 1989 : Bugs Bunny
- 1988 : Nestlé Nesquik Bunny, Big Bird, la Panthère rose, Snoopy
- 1987 : Spider-Man, Ronald McDonald, Cajoline, Snoopy
- 1986 : Baby Shamu, Humpty Dumpty
- 1985 : Betty Boop
- 1984 : Garfield, Raggedy Ann,
- 1983 : Yogi
- 1982 : Olive Oyl, Woody Woodpecker
- 1980 : Superman
- 1977 : Kermit
- 1975 : Weeble
- 1972 : Smile, Mickey Mouse, Astronaut Snoopy
- 1968 : Snoopy aviateur
- 1966 : Smokey Bear
- 1965 : Underdog
- 1964 : Linus the Lionhearted (en)
- 1963 : Sinclair Oil, Elsie the Cow
- 1960 : Happy Dragon
- 1957 : Popeye
- 1951 : Super-Souris
- 1940 : Eddie Cantor[3]
- 1939 : L'homme de fer du Magicien d'Oz, le père Noël
- 1938 : Oncle Sam, Ferdinand le taureau, Little Man Big Man
- 1935 : Donald Duck
- 1934 : Mickey Mouse, Eddie Cantor (le seul ballon grandeur nature à être basé sur une personne vivante)
- 1933 : Gulliver
- 1930 : Joe Jinks, Barney Google, Boob McNutt, Benny
- 1929 : Pim Pam Poum
- 1927 : Félix le Chat